# クロアチア (小惑星)
クロアチア (589 Croatia) は小惑星帯に位置する小惑星である。ハイデルベルクでアウグスト・コプフによって発見された。
クロアチアの首都ザグレブに新しい天文台が完成したことを記念して、マックス・ヴォルフの提案によって命名された。